# (11776) Milstein
(11776) Milstein est un astéroïde de la ceinture principale.

## Description
(11776) Milstein est un astéroïde de la ceinture principale. Il fut découvert le 16 octobre 1977 à l'observatoire Palomar par Cornelis Johannes van Houten, Ingrid van Houten-Groeneveld et Tom Gehrels. Il fut nommé en honneur de César Milstein. Il présente une orbite caractérisée par un demi-grand axe de 3,17 UA, une excentricité de 0,18 et une inclinaison de 0,4° par rapport à l'écliptique.

## Compléments